# Smaragd
Smaragd (lat. smaragdus od grč. σμάραγδος [λίϑος]) je zeleno obojeni oblik minerala berila (Be3Al2(SiO3)6). Svoju smaragdnozelenu boju dobio je od primjesa kromova oksida. Lijepi i čisti smaragdi ubrajaju se u najskupocjenije drago kamenje i bruse se u različitim oblicima za nakit. Smaragd dolazi u pegmatitima granita. Glavna su nalazišta: Kolumbija, Brazil, Ural i zapadna Australija. U starom vijeku najpoznatije ležište smaragda bilo je u drevnom Egiptu.
Smaragd je izuzetno cijenjen i po težini se smatra najvrijednijim dragim kamenom. Beril ima tvrdoću 7,5 do 8 po Mohsovoj ljestvici. Ipak stvarna tvrdoća smaragda je manja zbog prijeloma i inkluzija. Većina smaragda ima dosta ubačenih čestica tako da se ipak lakše lome nego što bi se očekivalo po stupnju tvrdoće. Smaragdi se javljaju u zelenoj i plavozelenoj boji. Postoji širok raspon jasnoće, koji ovisi od inkluzija i rascjepa kristala. Najveću cijenu dostiže jasno kamenje s tamnom, ali živahnom bojom. Većina smaragda se ulji, da bi se poboljšala jasnoća. Ulje od cedra često se rabi u tu svrhu, jer ima sličan indeks prelamanja. 
U antičko doba smaragdi su se vadili u Egiptu, Austriji i u sjevernom Pakistanu. Rijedak tip smaragda zvan trapiš nalazi se u Kolumbiji. Kolumbijski smaragdi su najcjenjeniji zbog jasnoće. Smaragdi se nalaze se i u Zambiji, Brazilu, Zimbabveu, Madagaskaru, Pakistanu, Indiji, Afganistanu i Rusiji.  Vrijednost smaragda ovisi o brušenju, boji, jasnoći i broju karata.

## Umjetni smaragd
Smaragdi su rijetko i vrijedno drago kamenje i zbog toga se pokušalo s umjetnom proizvodnjom smaragda. Prvi uspješan komercijalni proizvođač sintetičkih smaragda bio je "Carroll Chatham". Drugi veliki proizvođač je "Pierre Gilson", koji ih proizvodi od 1964. Obično se rabi bezbojni beril za kristalizaciju. Kristal raste oko 1 milimetar mjesečno, tako da se za 7 mjeseci proizvede smaragd veličine 7 milimetara. Prvi vrlo uspješan komercijalni smaragd prodavao se kao "Emerita" ili "Simeraldi", a proizvodnja je bila u Innsbrucku. Od 1965. do 1975 "Union Carbide" proizvodi umjetne smaragde hidrotermalnim postupkom. Postižu rast trećine milimetra dnevno.

## Kulturna i povijesna uporaba
Smaragd se smatra tradicionalnim dragim kamenom za one rođene u svibnju, kao i za rođene u znaku bika i raka.

## Smaragdno zelena kao pigment
Smaragdno zelena je izumljena u Njemačkoj 1814. Uzimanjem octene kiseline, miješanjem i kuhanjem s octom, a zatim dodavanjem arsena nastala je svijetla plavo-zelena nijansa. Tijekom 19. stoljeća pariško zelena boja, koja sadrži arsen, stavljala se na tržište kao smaragdno zelena. Bila je poznata po tome što je uzrokovala smrt jer je bila popularna boja koja se koristila za tapete. Viktorijanske su žene ovu svijetlu boju koristile za haljine, a cvjećarice na lažnom cvijeću.
Smaragdno zelena (eng. emerald) ili švajnfurtska zelena uvedena je u upotrebu početkom 19. stoljeća. Ima svijetlozelenu nijansu, otrovna je i nepostojan prema svjetlosti i kiselinama, reaktivno se ponaša prema mnogim pigmentima. Zamijenjena je sintetskim organskim bojama. 

### Viridian
Viridian ili kromhidroksidna zelena je plavo-zeleni pigment, hidratizirani kromov(III) oksid, srednje zasićenosti i relativno tamne nijanse. Sastoji se više od zelene nego plave boje. Točnije, riječ je o tamnoj nijansi proljetno zelene boje. Viridian uzima svoje ime od latinskog viridis, što znači "zeleno". Prva zabilježena upotreba viridiana kao naziva boja na engleskom jeziku bila je oko 1860.
Kromhidroksidna zelena ili viridian se često naziva i emerod zelena (fra. vert emeraude), što bi mogli prevesti kao smaragdno zelena. Vrlo brzo poslije pronalaska, sedamdesetih godina 19. stoljeća postala je tražena zelena boja. Kromhidroksidna zelena je dublje zelene obojenosti, prozirna i slabije pokrivne moći, otporna prema svjetlosti, alkalijama i kiselinama. Koristi se u svim tehnikama slikanja. Uljana boja suši umjerenom brzinom iako se priprema s više veziva, a osušeni premaz je elastičan i postojan. Kromhidroksidna zelena prilikom zagrijavanja gubi vodu gradeći kromov oksid blijeđe maslinaste nijanse.

## Slike
| |                                                     |                  |                                  |
| Jedan od najvećih brušenih smaragda na svijetu. Ima 858 karata. Nađen je 1967. u Kolumbiji. Nalazi se u Smithsonian institutu u Washingtonu. | Smaragd s heksagonalnom strukturom (šesterokutnom). | Brušeni smaragd. | Zvjezdasti smaragd iz Kolumbije. |

## Vanjske poveznice
- MinDat - Beryl/Emerald (engl.)
- Nalazišta
- BeyArs.com - Synthesen und ihre Herstellung  Arhivirana inačica izvorne stranice od 15. rujna 2010. (Wayback Machine)